# Ida Red
Ida Red (ook bekend als "Down the Road") is een traditioneel Amerikaans volksliedje dat bekend werd in een versie uit 1938 door Bob Wills and his Texas Playboys. Het was de belangrijkste inspiratiebron  voor Chuck Berry's eerste grote hit "Maybellene".

## Oudste versies
In de Roud Folk Song Index staan als oudst bekende opnames een fiddleversie van Riley Puckett uit 1926 en een van "The Three Tweedy Boys" uit 1929.
Er is ook een opname met zang van de "Fiddlin' Powers & Family" uit 1924 en een instrumentale versie van van het "Dykes Magic City Trio" uit 1927.
"Ida Red", het personage, is de hoofdpersoon in een aantal ver verwante liedjes, zoals in "Shootin' Creek"  van "Charlie Poole en de North Carolina Ramblers" uit 1928. Een versie van "Cripple Creek" bevat een couplet met :
Ida Red, she's a darned ol' fool,
Tried to put a saddle on a hump-back mule.

## Tekst
Er zijn meerdere tekstversies van het nummer, een gebaseerd op een liedblad getiteld "Sunday Night" van F.W. Root uit 1878, en een versie waarmee Wills de hitlijsten haalde, getiteld "Ida Red Likes the Boogie".
Boogie versie van Bob Wills:
No, you're wrong
I know you think there's been enough said about old Ida Red
But this is not the old Ida Red, no sir, this is the new Ida Red
That likes the boogie
All, all together boys
Look out Ida, yeah, here they all come
Ah, Tiny

## Bluegrass en country
Bluegrass- en countryversies, zoals uitgevoerd door Bill Monroe en Roy Acuff, gebruiken de traditionele humoristische, vrij zwevende verzen, maar in 4/4 maat in plaats van het gemakkelijke Appalachian-tempo te volgen.
Een versie werd opgenomen door Asleep At The Wheel op hun tweevoudig Grammy Award-winnende Bob Wills-tribute-album uit 1993.